# Jeunes musiciens du monde
Jeunes musiciens du monde est un organisme à but non lucratif créé en 2001, qui vise à permettre aux jeunes issus de milieux défavorisés de développer leurs capacités et leurs aspirations en offrant gratuitement des cours de musique, des activités d’expression musicale et un accompagnement personnalisé. Une école est d'abord créée en Inde en 2001, puis quatre autres au Québec de 2003 à 2011.

## Historique
Jeunes musiciens du monde naît en Inde en 2001, de l'initiative de Mathieu Fortier, Blaise Fortier, Agathe Meurisse-Fortier et Ustad Hameed Khan. Constatant le milieu de vie précaire dans lequel grandissent plusieurs enfants, ils ont l’idée de fonder une école où les jeunes Indiens pourraient gratuitement apprendre la musique classique de leur pays. 40 élèves bénéficient alors des tout premiers cours dispensés à la Kalkeri Sangeet Vidyalaya (KSV). Les objectifs poursuivis sont de deux ordres : l'accompagnement social d'enfants dans le besoin, et une éducation musicale qui doit renforcer leur parcours scolaire.
S'inspirant d'un modèle semblable, quatre écoles voient ensuite le jour au Québec : la musique continue de constituer un prétexte pour accompagner les jeunes tout au long de leur enfance. En 2003, l'école Jeunes musiciens du monde de Québec ouvre ses portes dans le quartier Saint-Sauveur. En 2004, c'est au tour de Montréal d'accueillir une école dans le quartier Hochelaga-Maisonneuve. En 2008, une école s'implante dans la communauté algonquine de Kitcisakik en Abitibi-Témiscamingue. Enfin, en 2011, la plus récente école naît dans le quartier Ascot à Sherbrooke.
L'approche sociale de Jeunes musiciens du monde consiste à offrir aux jeunes un milieu de vie stimulant, ouvert et chaleureux. L'association est soutenue par de nombreux artistes qui participent par exemple à des soirées-bénéfice, comme pour Yann Perreau, Damien Robitaille, Elisapie Isaac, Bran Van 3000, Marc Déry ou encore Marco Calliari en novembre 2012.

## Réalisations

### Reste Debout!
À l'occasion du 10e anniversaire de l'école de Québec, les jeunes réunissent leurs plus belles compositions et éditent un album intitulé Sac à Chansons. Parmi ces chansons, l'une d'elles retient particulièrement l'attention du public, dont les gens d'affaires et la classe politique : d'actualité, la chanson Reste Debout invite les jeunes à ne pas se laisser intimider.

### The Wall
Roger Waters, le leader du groupe Pink Floyd, invite 15 élèves de Jeunes musiciens du monde à l'accompagner sur scène lors de son passage à Québec en juillet 2012. C'est ainsi que les adolescents vivent une expérience marquante en interprétant une chorégraphie sur Another Brick in the Wall Part 2, devant 75 000 personnes. Le spectacle connaît un grand succès.

### Zayed Future Energy Prize
L'école de Jeunes musiciens du monde en Inde, la Kalkeri Sangeet Vidyalaya, remporte en janvier 2014 le Zayed Future Energy Prize, une récompense décernée aux Émirats arabes unis et assortie d'une bourse de 100 000 $, destinée à souligner les efforts déployés par l'école dans le domaine du développement durable. Le réfectoire de l'école qui accueille 200 élèves sera agrandi, un système permettant de transformer les déchets organiques en biogaz sera implanté et des panneaux solaires seront installés grâce à ce prix, contribuant ainsi à rendre l'école indépendante sur le plan énergétique,.